# Halowy Puchar Europy w Lekkoatletyce 2004
2. Halowy Puchar Europy w Lekkoatletyce – drużynowe zawody lekkoatletyczne, które zostały rozegrane 14 lutego 2004 w Lipsku. Wśród kobiet impreza zakończyła się zwycięstwem Rosjanek, a wśród panów najlepsi okazali się Francuzi.

## Wyniki końcowe

### Mężczyźni
| Pozycja | Reprezentacja   | Punkty |
| ------- | --------------- | ------ |
| 1.      | Francja         | 50     |
| 2.      | Rosja           | 48     |
| 3.      | Niemcy          | 46     |
| 4.      | Włochy          | 45     |
| 5.      | Holandia        | 43     |
| 6.      | Wielka Brytania | 35     |
| 7.      | Polska          | 35     |
| 8.      | Szwecja         | 29     |

### Kobiety
| Pozycja | Reprezentacja   | Punkty |
| ------- | --------------- | ------ |
| 1.      | Rosja           | 82     |
| 2.      | Niemcy          | 64     |
| 3.      | Ukraina         | 46,5   |
| 4.      | Polska          | 41     |
| 5.      | Hiszpania       | 39,5   |
| 6.      | Wielka Brytania | 35     |
| 7.      | Grecja          | 33     |
| 8.      | Francja         | 28     |